# KKコンビ
KKコンビは、PL学園高等学校に1983年4月から1986年3月まで在籍し春・夏の甲子園で主力として活躍した桑田真澄（くわた ますみ）・清原和博（きよはら かずひろ）の2人を指す通称。由来は2人の名前の頭文字をとったもの。
2人とも卒業後はプロ野球選手となった。

## 高校時代
PL学園高等学校で甲子園に1年生の夏（1983年）から3年生の夏（1985年）まで5季連続で出場し、それぞれ1年生の時から桑田はエース、清原は4番打者として活躍し、甲子園に伝説と記録を残した。なお、学校では同じクラスで席も隣だった年もある。
- 1年夏：優勝
- 2年春：準優勝 - 岩倉（東京）に敗れる。
- 2年夏：準優勝 - 取手二高（茨城）に敗れる。
- 3年春：ベスト4 - 渡辺智男を擁する伊野商（高知）に敗れる。
- 3年夏：優勝

やまびこ打線の池田高校（1982年夏・1983年春）、松坂大輔を擁した横浜高校（1998年春・夏）、北海道勢初の甲子園制覇、さらには田中将大を擁しての夏の甲子園連覇（2004年夏・2005年夏）をした駒大苫小牧を含め、春夏連覇や夏春連覇を達成したチームは多数あるが、5季連続でここまでの成績を残したチームは学制改革後KKコンビ時のPL学園だけである。
高校最後の公式戦となった1985年10月の鳥取国体（倉吉）でPL学園はベスト4に終わり、2人のコンビは一旦消滅した。
KK3年生時の1年生は、片岡篤史・立浪和義・橋本清・野村弘樹・桑田泉（真澄の弟）で、彼らが3年生となった1987年にはKKコンビが成しえなかった春夏連覇を果たした（この時、2年には宮本慎也がいた）。彼らもプロ野球を代表する選手となり、泉はプロゴルファーとして活躍している。

### 甲子園での2人の個人記録

#### 甲子園通算成績
- 桑田
  - 25登板　20勝（通算記録）3敗　　投球回数197　2/3　自責点34　防御率1.55　
  - 26試合　104打数37安打　打率.356　本塁打6（通算記録）[1][2][3]
  - 甲子園勝利回数は歴代2位。甲子園出場可能回数が6回から5回となった学制改革以降での勝利回数は1位
- 清原
  - 26試合　091打数40安打　打率.440　本塁打13（通算記録）[4]
  - 02登板　00勝（通算記録）0敗　　投球回数4.1　自責点00　防御率0.00[1]
  - 清原は一大会における選抜高等学校野球大会最多タイの3本塁打、全国高校野球選手権大会歴代2位の5本塁打[5]を挙げて、歴代1位の通算13本塁打を記録。桑田も甲子園で歴代2位タイの通算6本塁打を放っている[6][7]。

### 名を知らしめた池田戦
1年生夏の準決勝、池田との試合に勝利した事などで、桑田・清原は全国の高校野球ファンから一気に注目されることとなった。
主催の朝日新聞社によれば、前年夏からの3季連続優勝を目指す池田を筆頭に、箕島、横浜商、
中京、高知商、興南、広島商らが大会7強として優勝候補とされた。一方、PLは清原が「同校史上初めての1年生の四番打者」として注目をされる程度で、7強を追う二番手グループの中にも挙げられていなかった。
池田は7強の一角である広島商を三回戦で、事実上の決勝戦と言われた中京を準々決勝へ勝ち上がってきた。一方、同じく準々決勝で7強のひとつに名前を挙げられていた高知商に1点差で勝つなど、勝ち上がってきたPLも、池田絶対有利の評価は変わらなかったが、池田ナインの慢心や水野が広島商で受けた死球の影響などもあり。大方の予想を覆し試合は7対0でPLの圧勝となった。桑田は強打の池田を完封したのみならず、それまで一度も甲子園で本塁打を打たれたことのない水野雄仁から本塁打を放った。
|        | 1 | 2 | 3 | 4 | 5 | 6 | 7 | 8 | 9 | R | H | E |
| ------ | - | - | - | - | - | - | - | - | - | - | - | - |
| 池田   | 0 | 0 | 0 | 0 | 0 | 0 | 0 | 0 | 0 | 0 | 5 | 1 |
| PL学園 | 0 | 4 | 1 | 1 | 0 | 0 | 1 | 0 | X | 7 | 9 | 0 |

1. （池）：水野 - 井上
2. （P）：桑田 - 小島
3. 審判
［球審］布施
［塁審］西大立目・本郷・清沢
4. 試合時間：1時間25分

## プロ入りで別の道を歩む
- 高校卒業後の進路は、世間の注目を大いに集めた。1985年11月20日開催のドラフト会議を前に、清原はプロ入りを志望し、王貞治が監督の読売ジャイアンツへの入団を熱望していた。桑田は大学進学志望で、ドラフト会議4日後の11月24日に早稲田大学教育学部の入学特別選抜試験を控えていた[13]。ドラフト会議にて清原は日本ハム、南海、近鉄、西武、中日、阪神の6球団が1位指名で競合し、抽選の結果、西武が交渉権を獲得した。進学志望の桑田は巨人が1位指名し競合球団がなく交渉権を獲得した。その後両者とも指名球団に入団した[14]。

- 清原はプロ入り1年目から西武の4番打者となり、1986年度のパ・リーグ新人王を獲得する。一方、桑田は遅れること1年、2年目の1987年にチーム最多の15勝をあげ、最優秀防御率を獲得し19歳の若さで巨人を優勝に導いた。2人はプロ野球でも巨人・西武というセ・パ両リーグを代表するチームの中心選手として長く活躍し、オールスターゲームや日本シリーズでの対戦がKK対決としてファンの注目を集めた。

## KKコンビ再び
- 1997年に清原がフリーエージェント制度を利用して巨人入りすると、桑田・清原は高校卒業以来のチームメイトとなり、再度KKコンビが見られるようになった。これは清原が2005年シーズン一杯でオリックス・バファローズに移籍するまで9年間続いた。一方の桑田も2006年末をもって巨人を退団、メジャーリーグに移籍する。
- 2008年7月、ピッツバーグ・パイレーツを解雇され現役を引退した桑田は、怪我から復帰して1軍昇格直前の清原とスカイマークスタジアムにおいて清原の打撃投手をパイレーツのユニホームを着て行った。後に清原は「桑田には（2006年9月に負傷した）スカイマークのバッターボックスに立てる勇気をもらった」と語っている。2008年に、清原も引退している。
- 2012年12月、テレビ番組の企画で西武ドームで対決している[15]。
- 「AK砲」や「MK砲」（いずれも清原に関係している）など、野球界ではイニシャルをつなげた略称が好まれるが、KKコンビは日本球界において存在感を発揮したコンビ名の一つである。

## 引退後
- 引退後は、清原・桑田ともに野球解説者に転身した。桑田は解説業と並行して、早稲田大学および東京大学大学院に入学した。
- 2012年3月、スカパー! -「スカパー! 野球王道 全国」篇CMにおいて清原・桑田が共演した[16]。
- 清原が2016年2月2日に覚せい剤取締法違反（所持）の疑いで逮捕された件について、桑田は「報道で知って、ただただ驚いている。ウソであってほしいし、夢であってほしいというのが今の正直な気持ち。もし報道通りなら、人として野球人として一緒に戦ってきた仲間として、非常に残念でならない」と記者団に明かした。また、清原から人間関係を切られていたことも明らかになっており、これについて桑田は「僕も小姑のように、こういうことはよくないとか、こうしなきゃいけないと引退後も言い続けてきたので。それを言えるのが僕だと思うんですね。その小言に嫌気がさしたんでしょうね。『一切関わらないでくれ』ということを言われて、3年ぐらいになりますかね」と振り返った。